# Alexei Innokentjewitsch Antonow

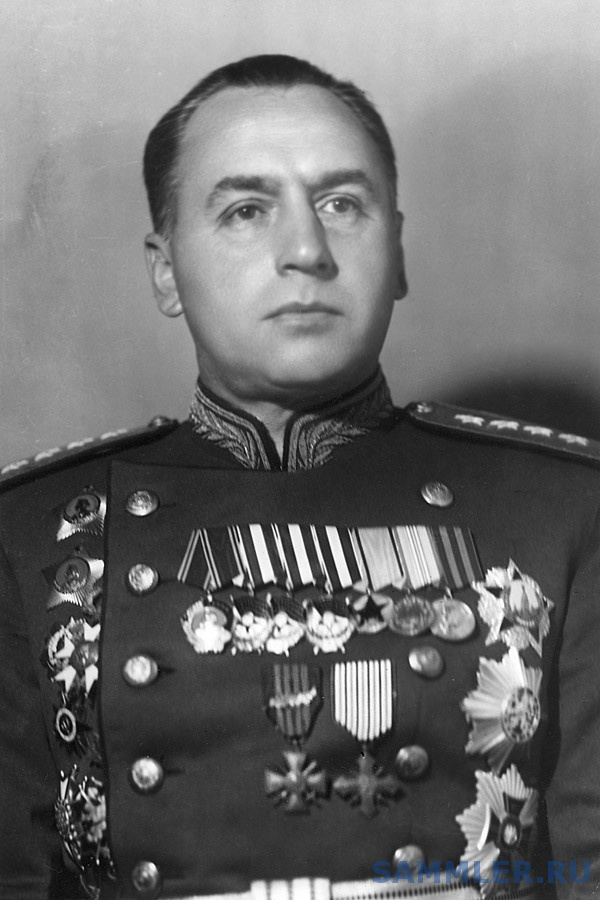
Alexei Innokentjewitsch Antonow (zwischen Juni 1945 und September 1946)

Alexei Innokentjewitsch Antonow (russisch Алексей Иннокентьевич Антонов, wiss. Transliteration Aleksej Innokent'evič Antonov; * 9. September 1896 in Grodno; † 16. Juni 1962 in Moskau) war ein sowjetischer General. Er war während des Zweiten Weltkriegs Leiter der Operationsabteilung des Generalstabes und während der Abwesenheit des Marschalls der Sowjetunion Wassilewski de facto Chef des sowjetischen Generalstabes. Nach dem Krieg war er Stabschef der Streitkräfte des Warschauer Vertrages.

## Jugend und Zwischenkriegszeit
Sowohl der Vater wie der Großvater Antonows waren Artillerieoffiziere. In Sibirien lernte sein Vater Tereza Ksawertewna, die Tochter eines verbannten polnischen Aufständischen kennen und heiratete sie. Alexei wurde als zweites von drei Kindern dieser Verbindung in Grodno geboren. Die gebildeten Eltern erzogen die Kinder zu Strebsamkeit, Disziplin und Vaterlandsliebe. Alexei Antonow beherrschte bald neben Russisch fließend Polnisch und begann auch Deutsch, Englisch und Französisch zu lernen, was sich im Zuge seiner späteren militärischen Studien als sehr wertvoll erweisen sollte. Nebenbei weckte sein Vater auch sein Interesse am Militär, besichtigte mit ihm Schlachtfelder und die Sommerlager seiner Einheit, was früh den Wunsch reifen ließ, selbst Offizier zu werden. Diese Ambitionen erlitten einen Rückschlag durch den frühen Tod seines Vaters im Jahr 1908 und den Tod seiner Mutter (1915).
Alexei Antonow hatte nun die verbliebene Familie finanziell zu unterstützen und musste deshalb Fabrikarbeiter werden. Nebenbei gelang es ihm jedoch, mit dem Studium der Physik und der Mathematik in Sankt Petersburg zu beginnen. Der Beginn des Ersten Weltkriegs zwang ihn zur Studienunterbrechung. Antonow wurde in die Armee eingezogen und zunächst auf einen Unteroffizierskurs geschickt. Im Frühjahr 1917 wurde sein Regiment der 8. Armee an der Südwestfront zugeteilt, die General Brussilow führte. Antonow nahm an der Brussilow-Offensive teil, die nach Anfangserfolgen mit einer Niederlage endete, wobei er selbst verwundet wurde.
Nach der Oktoberrevolution schloss er sich 1918 der neugebildeten Roten Armee an, in der er 1919 seinen ersten Einsatz im Bürgerkrieg als stellvertretender Stabschef der 3. Brigade an der Südfront erlebte. Nach weiteren Kämpfen wurde er befördert und diente schließlich als Stabschef der 45. Schützenbrigade der 15. Schützendivision. Seine Vorgesetzten hoben sein Ansehen bei Vorgesetzten wie Untergebenen ebenso hervor wie seine Fachkenntnisse und seinen Arbeitseifer. 1928 trat er der Kommunistischen Partei bei und wurde an die Militärakademie „M.W. Frunse“ entsandt. Nach dem Abschluss der Akademie im Jahr 1931 wurde er Stabschef der 46. Schützendivision. Ein Jahr später kehrte er an die Akademie zurück, wo er einen mehrmonatigen Stabskurs mit Auszeichnung absolvierte und seine Eignung als Stabschef eines größeren Verbandes und auch für den Generalstab anerkannt wurde.
Im August 1935 wurde er zum Chef der Operationsabteilung des Militärbezirkes Charkow ernannt und spielte eine Schlüsselrolle bei der Planung und Durchführung der größten Militärübung der Roten Armee vor 1941, des Manövers im Kiewer Militärbezirk 1935. An dieser Übung nahmen 65.000 Mann, 1000 Panzer und 600 Flugzeuge in einer Frontbreite von 250 km teil. Von Kliment Woroschilow und Iona Jakir als Erfolg bewertet, bildete das Manöver für Antonow das Sprungbrett zum ersten Kurs an der Generalstabsakademie, den er 1936 neben Matwei Sacharow und Leonid Goworow als Kursbester absolvierte. In seiner Kursbeurteilung wurde sein scharfer Intellekt, sein Eifer und seine Energie hervorgehoben. Entscheidend wurde jedoch seine Freundschaft mit Alexander Wassilewski, dem späteren Generalstabschef der Roten Armee, der ebenfalls diesen Kurs besuchte. Dieser Kurs sollte ursprünglich 18 Monate dauern, wurde aber für die besseren Studenten verkürzt, um die durch die Stalinschen Säuberungen entstandenen Lücken im Führungsstab der Roten Armee zu füllen. Antonow wurde zum Stabschef des Moskauer Militärbezirkes ernannt, kurz danach jedoch an die Frunse-Akademie berufen, wo er als Taktiklehrer tätig war und die Erstellung von Dienstvorschriften und Lehrbehelfen zu seinen Aufgaben zählten.

## Zeit des Großen Vaterländischen Kriegs
Im Januar 1941 konnte Antonow sich schließlich von seiner Lehrtätigkeit lösen und wurde stellvertretender Stabschef des Kiewer Militärbezirkes. Als Chef der Abteilung für Organisation und Mobilmachung arbeitete er eng mit Oberst Howhannes Baghramjan, später Marschall der Sowjetunion, zusammen. Nach dem deutschen Überfall im August 1941 war Antonow zunächst Stabschef der Südfront. In der Zeit von August 1941 bis Juli 1942 hatte die Südfront nicht weniger als vier Befehlshaber. Einer von ihnen, Generalleutnant D.I. Rjabyschew beschrieb Antonow wie folgt:

„[Er] war ein hochgebildeter Militär, ein Intellektueller im wahrsten Sinne des Wortes, ein Stabschef aus Berufung. Er hatte einen analytischen Verstand, seine Schlussfolgerungen und Vorschläge waren gründlich durchdacht und argumentiert. Die von ihm geführten Mitarbeiter arbeiteten angespannt aber gleichzeitig kohärent und klar. Die Abteilungs- und Bereichsleiter erhielten von ihm stets pünktlich bestimmte Aufgaben und erhielten eine strenge Kontrolle über die Umsetzung der erteilten Aufträge. In den geschäftlichen Beziehungen zu ihnen, ihren Stellvertretern und anderen Stabschefs war Antonov sanftmütig, erhob seine Stimme nicht und man hatte den Eindruck, dass alle bereitwillig unter ihm dienten. In seinen fünfundvierzig Jahren blieb er Junggeselle, aber da er sich im Alter an Ordnung gewöhnt hatte, war er stets rasiert, ordentlich gekleidet und in seinen Angelegenheiten aufgeräumt. Im Gespräch mit mir war Alexej Innokentjewitsch höflich, verteidigte ruhig seinen Standpunkt und behielt ein entspanntes Auftreten. Sein einziger Nachteil ist, glaube ich, dass er unangenehme Gespräche mit seinen Vorgesetzten vermeiden will, und im Krieg sind solche Gespräche unabdingbar. Wenn ich ihn während eines Gesprächs mit dem Generalstabschef oder dem Generalstab [der Stawka] bat, zusätzliche Kräfte anzufordern (was allzu oft abgelehnt wurde), antwortete er: "Genosse Kommandant, darüber sollten Sie besser selbst sprechen." Dennoch habe ich mir keinen anderen Stabschef gewünscht.“

Nach mehreren Rückschlägen, wie zuletzt in der Schlacht am Asowschen Meer, gelang der Südfront im November 1941 ein Gegenangriff zur Befreiung von Rostow (→ Schlacht um Rostow). In Anerkennung seiner Verdienste in dieser Operation wurde Antonow im Dezember 1941 zum Generalleutnant befördert. Im Mai 1942 nahm er an der Schlacht bei Charkow teil. Nach der Verwendung als Generalstabschef der Nordkaukasusfront ab Juli 1942 sowie der daraus gebildeten Schwarzmeergruppe wurde er im November Stabschef der Transkaukasusfront.
Anfang Dezember 1942 ereignete sich ein Treffen mit dem zum Generalstabschef ernannten Wassilewski, welches für seine Karriere von besonderer Bedeutung war. Beeindruckt von der Qualität seines Lagevortrags bot dieser ihm den Posten des Chefs der Operationsabteilung im Generalstab an. Dieses Angebot nahm Antonow an. Am 4. April 1943 wurde zum Generaloberst befördert und übergab im Mai die Aufgabe der Führung laufender Operationen an seinen Stellvertreter Sergei Schtemenko, um sich nun ausschließlich der Planung zukünftiger Operationen widmen zu können.
Seine erste bedeutende Planung war der erfolgreiche sowjetische Gegenangriff nach dem Scheitern des deutschen Unternehmens Zitadelle. Als Auszeichnung dafür erhielt er die Beförderung zum Armeegeneral.
1944 plante er die Operation Bagration, die zum Zusammenbruch der Heeresgruppe Mitte führte. Der Beginn sollte mit der von den Alliierten geplanten Invasion in der Normandie (Operation Overlord) abgestimmt werden, was über die Alliierte Militärmission in Moskau geschah.
Bei der Konferenz von Jalta und der Potsdamer Konferenz trat Antonow als Sprecher der militärischen Führung der Sowjetunion auf. Als Wassilewski Mitte Februar 1945 die 3. Weißrussische Front in Ostpreußen übernehmen musste, weil sein Vorgänger Armeegeneral Iwan Tschernjachowski am 18. Februar gefallen war, wurde Antonow Generalstabschef. Er nahm diese Funktion auch noch nach der Kapitulation Deutschlands wahr, da Wassilewski das Kommando über die Sowjetische Invasion der Mandschurei beim Oberkommando der Sowjetischen Truppen im Fernen Osten übernommen hatte.

## Die Nachkriegskarriere
Das nächste schwierige Planungsvorhaben, mit dem Antonow betraut wurde, war die Demobilisierung von über 5 Millionen Mann und ihre Wiedereingliederung in eine sowjetische Wirtschaft, die in weiten Bereichen in Trümmern lag.
Im September 1946 wurde das Staatliche Verteidigungskomitee und das Hauptquartier des Kommandos des Obersten Befehlshabers (Stawka) aufgelöst und durch den Obersten Militärrat ersetzt, dessen stellvertretender Vorsitzender Antonow wurde. Als Wassilewski auf seine Position als Stabschef zurückkehrte, wurde Antonow mit der Führung der Abteilung Organisation und Mobilmachung betraut.
Als 1948 die erste Phase der Demobilisierung abgeschlossen war, wurde Antonow zum angeblichen Zweck des Sammelns von Kommandoerfahrung zunächst als Stellvertreter und 1949 als Kommandeur des Militärbezirkes Transkaukasus eingeteilt. Tatsächlich wurde er wie viele andere sowjetische Generale kleingehalten, damit er nicht in die Machtkämpfe um Stalins Nachfolge eingreifen konnte. Nach dem Tod Stalins und der Machtübernahme durch Nikita Chruschtschow kehrte er 1954 in den Generalstab als Stellvertreter Wassilewskis zurück. Dies war aber nur die Vorstufe zur Übernahme der Funktion des Stabschefs der Streitkräfte des Warschauer Vertrages, welche wenig später erfolgte. Diese Funktion nahm Antonow bis zu seinem Tod war. Es war keine einfache Aufgabe, da dabei neben militärischen auch politische Aspekte sehr häufig in den Vordergrund traten. Der bereits seit 1945 schwer herzkranke Antonow schonte sich auch bei dieser Aufgabe nicht, obwohl er laufender ärztlicher Betreuung bedurfte. Nachdem er 1955 seine erste Frau Mariya Dimitriewna verloren hatte, heiratete er 1956 in zweiter Ehe Olga Wassiljewna Lepeschinskaja. Antonow starb sieben Jahre später an einem Herzinfarkt in seinem Büro.

## Beurteilung durch Mitarbeiter
Oberst Schtemenko, Mitglied der Operationsabteilung des Generalstabes, stellte Antonow ein hervorragendes Zeugnis aus. Als Wassilewski nach der Erkrankung Marschall Schaposchnikows im Juni 1942 dessen Funktion als Chef des Generalstabes übernahm, wechselte die Führung der Operationsabteilung in rascher Folge, da die Nachfolger im Gegensatz zu Antonow zumeist Wassilewskis hohen Anforderungen nicht entsprachen. Laut Schtemenko war es „keine Übertreibung, wenn man A.I.Antonow als eine außergewöhnliche Persönlichkeit bezeichnet.“ Schtemenko hob insbesondere sein umfangreiches Wissen, das rasche Erfassen des Wesentlichen, das schnelle, aber dennoch gründliche Erarbeiten von Lösungsvorschlägen und die Kürze, Prägnanz und Überzeugungskraft seiner Vorträge hervor. Auf den täglichen Lagevortrag bei Stalin habe er sich stets mehrere Stunden lang vorbereitet und strittige Details durch Rücksprache bei den Frontstäben geklärt. Schtemenko betont, dass er trotz der hohen Anforderungen, die er stellte, niemals aufbrausend, beleidigend oder kränkend auf Fehlleistungen reagierte.

## Auszeichnungen, Ehrungen
Trotz seiner hohen Funktion und seiner Leistungen wurde Antonow nicht Marschall der Sowjetunion, er ist allerdings der einzige sowjetische Armeegeneral, dem der Siegesorden verliehen wurde, weitere Träger sind nur Stalin, zehn sowjetische Marschälle und fünf hohe ausländische Truppenführer und Politiker.